# Instituto Histórico e Geográfico de Mato Grosso

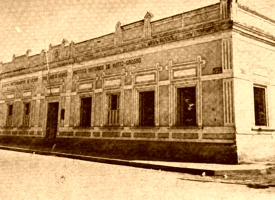
Casa Barão de Melgaço - 1950

O Instituto Histórico e Geográfico de Mato Grosso é uma das mais antigas instituições culturais de Mato Grosso, fundado em 1919, por iniciativa do então Presidente de Mato Grosso Dom Aquino Correia, tem por objetivo de fomentar a pesquisa e a preservação histórico-geográfica de Mato Grosso. O Instituto está sediado em Cuiabá, na Casa Barão de Melgaço, onde funciona conjuntamente a Academia Mato-grossense de Letras.